# Culicoides pilosipennis
Culicoides pilosipennis är en tvåvingeart som beskrevs av Jean-Jacques Kieffer 1924. Culicoides pilosipennis ingår i släktet Culicoides och familjen svidknott.
Artens utbredningsområde är Egypten. Inga underarter finns listade i Catalogue of Life.